# Der Stachel des Bösen
Der Stachel des Bösen ist ein US-amerikanischer Film noir aus dem Jahre 1949 von King Vidor. Die Hauptrollen spielten Bette Davis und Joseph Cotten. Das Drehbuch des Filmes basiert auf einem Roman von Stuart Engstrand.

## Handlung
In der Kleinstadt Loyalton in Wisconsin steht Rosa Moline wegen Mordverdachts vor Gericht. Ihr wird der Mord an Moose Lawson, dem Hausverwalter eines Jagdhauses, das dem wohlhabenden Industriellen Neil Latimer aus Chicago gehört, vorgeworfen. Rosa schwört, dass der Tod des Mannes ein Unfall war.
Fünf Monate zuvor: Rosa, ihr Mann Lewis und Moose fahren zu der Jagdhütte, um dort das Wochenende zu verbringen. Dort angekommen erreicht Lewis, der als Arzt in Loyalton arbeitet, die Nachricht, dass im Labor eine Probe von einem Patienten untersucht wurde. Rosa gibt vor, eine Knöchelverletzung zu haben, woraufhin Lewis die Rückreise alleine antritt. Rose versucht, Moose betrunken zu machen, denn sie erwartet die Ankunft von Latimer, mit dem sie eine Affäre hat. Rosa hat das Kleinstadtleben satt und will Latimer heiraten. Als sie ihm von ihren Plänen erzählt, beginnt Latimer zu lachen. Er erklärt ihr, dass er jedes Society-Mädchen in Chicago haben könnte, warum solle er also heiraten? 
Carol Lawson, die Tochter von Moose, erscheint. Rosa probiert Carols Pelzmantel an, solch einen Mantel wünscht sie sich selber sehnlichst. Sie bittet ihren Mann um 200 Dollar für einen Einkaufstrip in Chicago, doch Lewis weigert sich, weil er nicht genug Geld hat. Es kommt zu einem heftigen Streit, Lewis gibt ihr das Geld und wirft sie aus dem Haus. Rosa reist nach Chicago. Dort erfährt sie von Latimer, dass der sich verliebt habe und heiraten wolle. Mit gebrochenem Herzen kehrt Rosa zu Lewis zurück. Es stellt sich heraus, dass Rosa schwanger ist.
Carol richtet für ihren Vater eine Geburtstagsfeier aus. Dort trifft Rosa wieder auf Latimer, der ihr heimlich zu verstehen gibt, dass er nun sie heiraten wolle. Am nächsten Tag soll es zu einer Jagd gehen. Moose, der das Verhältnis von Latimer und Rosa erahnt, warnt Rosa, dass Latimer sie nicht heiraten werde, wenn er von der Schwangerschaft erfährt. Er werde Latimer die Wahrheit sagen, wenn sie es nicht machen werde. Um dies zu verhindern, tötet Rosa Moose. 
Das Gericht wertet den Tod des Hausverwalters als Jagdunfall und spricht Rosa frei. Rosa bittet ihren Mann um einen Schwangerschaftsabbruch. Als er sich weigert, erzählt sie ihm von ihrer Affäre mit Latimer und vom Mord an Moose. Lewis lehnt es immer noch ab, eine Abtreibung vorzunehmen. Rosa borgt sich Kleidung von ihrem indianischen Dienstmädchen und verlässt das Haus. Lewis sucht nach ihr und findet sie. Auf dem Weg zurück stürzt sich Rosa von einem Abhang, in der Hoffnung, so ihr Baby zu verlieren. Tatsächlich verliert sie es auch, doch sie erleidet eine Infektion. Rosa verfällt in ein Delirium, in dem sie Lewis die Schuld an ihrer Krankheit gibt. Dabei zerbricht sie die Flasche mit ihrer Medizin. Als Lewis zum Hospital fährt, um weitere Medizin zu besorgen, kleidet sich Rosa an. Sie verlässt das Haus und geht zum Bahnhof. Dort bricht sie zusammen und stirbt. 

## Kritiken
Das Lexikon des internationalen Films über den Film: „Düster-schwerfälliges, übertrieben konstruiertes und in der Hauptrolle überzogen gespieltes Melodram, das durch die eindimensionale Schwarzweißzeichnung der Charaktere ins Lächerliche kippt.“
Die Variety dagegen lobt die Arbeit der Darsteller. Davis verleihe ihrer Rolle so viel Vitalität und Ernsthaftigkeit, dass eine stilisierte Klarheit daraus resultiere. Cottens Arbeit sei still und effektiv, während Brian seiner Rolle Farbe verleihe.
Der TimeOut Filmguide schreibt, Davis sei für ihre Rolle zu alt, sie sei eine Karikatur ihrer selbst.

## Auszeichnungen
Der Film erhielt 1950 eine Nominierung für den Oscar in der Kategorie Beste Filmmusik.

## Hintergrund
Der Film wurde am 21. Oktober 1949 in den USA uraufgeführt. In Deutschland erschien er als TV-Premiere am 18. Dezember 1994 im dritten Programm des WDR.
Drehort war neben Chicago die Stadt Loyalton, die sich im US-Bundesstaat Kalifornien befindet.
Die Kostüme stammten von Edith Head.
Für Bette Davis war es nach 18 Jahren der letzte Film für die Gesellschaft Warner Bros. Davis war unglücklich über ihre Besetzung und wollte das Set vorzeitig verlassen. Erst als das Studio den Vertrag mit ihr kündigte, spielte sie weiter.